# Neuseeländische Netball-Nationalmannschaft
Die neuseeländische Netball-Nationalmannschaft (englisch New Zealand national netball team), auch bekannt als Silver Fans, vertritt Neuseeland im Netball auf internationaler Ebene. Ihren ersten Test bestritten sie 1938. Bis heute konnte das Team fünf Mal die Netball-Weltmeisterschaft und zwei Mal die Commonwealth Games gewinnen.

## Geschichte
Netball wurde zu Beginn des 20. Jahrhunderts nach Neuseeland als Basketball eingeführt. Der Verband, gegründet als New Zealand Basketball Association (heute bekannt als Netball New Zealand), wurde im 1924 gegründet, wobei der Sport zunächst als Women’s Basketball bezeichnet wurde. Im Jahr 1928 gab es den ersten nationalen Wettbewerb. Das erste Test Match wurde 1938 gegen Australien in Melbourne ausgetragen.
Bei der ersten ausgetragenen Netball-Weltmeisterschaft 1963 konnte das Team den zweiten Platz belegen. Die zweite Weltmeisterschaft im Jahr 1967 konnten sie dann für sich entscheiden. Nach einem dritten Platz 1975 konnten sie sich 1979 den Sieg mit Australien und Trinidad und Tobago teilen. Einen weiteren Sieg konnten sie 1987 verbuchen. Zu dieser Zeit gewannen sie auch zwei Ausgaben bei den World Games (1985 und 1989). Nachdem sie in 2003 wieder die Weltmeisterschaft gewannen, konnten sie auch in 2006 und 2010 die Commonwealth Games für sich entscheiden. Den bisher letzten Weltmeistertitel errangen sie 2019.

## Internationale Turniere

### Commonwealth Games
- 1998: 2. Platz
- 2002: 2. Platz
- 2006: Sieger
- 2010: Sieger
- 2014: 2. Platz
- 2018: 4. Platz
- 2022: 3. Platz

### World Games
- 1985: Sieger
- 1989: Sieger
- 1993: 2. Platz

### Netball-Weltmeisterschaften
- 1963: 2. Platz
- 1967: Sieger
- 1971: 2. Platz
- 1975: 3. Platz
- 1979: Sieger
- 1983: 2. Platz
- 1987: Sieger
- 1991: 2. Platz
- 1995: 3. Platz
- 1999: 2. Platz
- 2003: Sieger
- 2007: 2. Platz
- 2011: 2. Platz
- 2015: 2. Platz
- 2019: Sieger